# Siculi (Transilvania)
I siculi (in ungherese székelyek, rune: 𐳥𐳋𐳓𐳉𐳗; in romeno secui), detti anche — più correttamente secondo alcuni autori — secleri, da non confondere con i siculi di Sicilia, sono un gruppo etnico di lingua ungherese che vive per la maggior parte in Transilvania, con minoranze significative in Voivodina (Serbia). 
A differenza di molti altri gruppi etnici della Romania, i siculi sono principalmente concentrati in un'unica area, la Terra dei Siculi (Székelyföld, in ungherese).
Secondo le più recenti statistiche rumene, circa 670.000 ungheresi vivono nei distretti di Harghita, Covasna e Mureș. I siculi costituiscono una parte importante delle minoranze etniche di lingua ungherese in Romania.

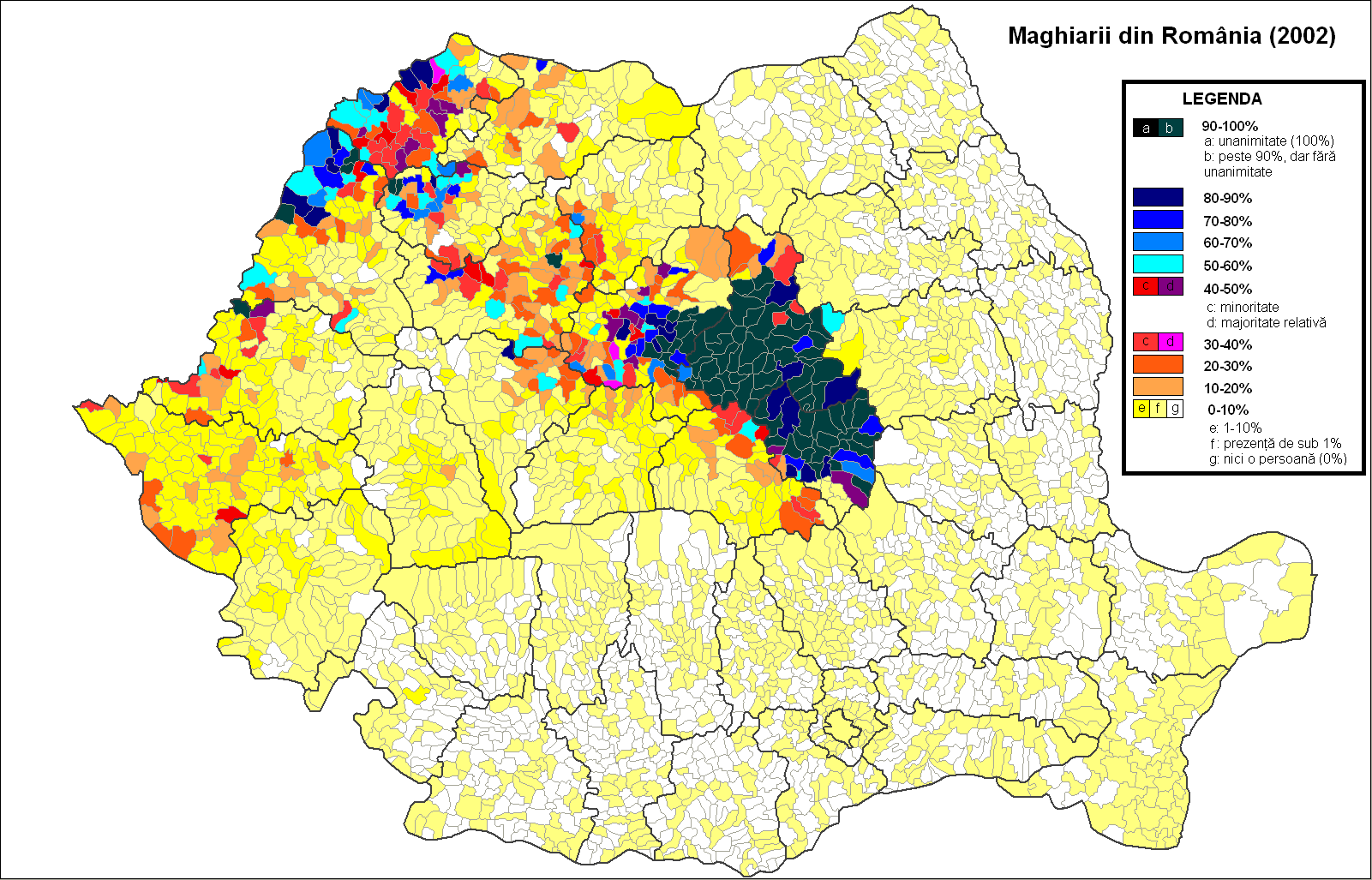
Distribuzione della comunità ungherese in Romania secondo il censimento del 2002

## Storia

### Medioevo

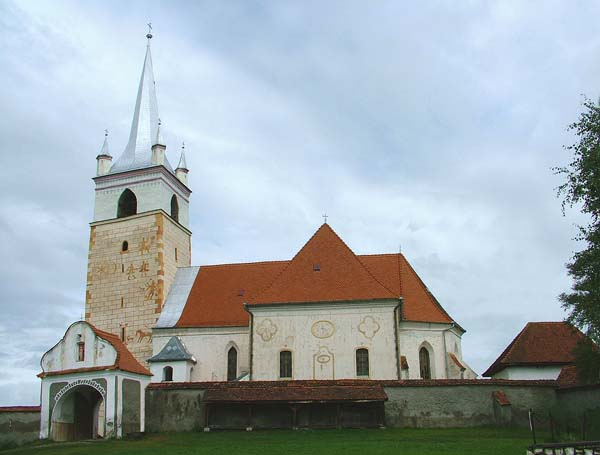
Chiesa fortificata medievale di Csíkrákos

L'origine dei siculi è incerta e oggetto di discussione sia tra gli studiosi che tra i siculi stessi. Oggi è generalmente accettata la teoria che discendano dai magiari (o da popolazioni turche maghiarizzate) che si insediarono nei Carpazi per proteggere le frontiere. I siculi hanno una forte identità nazionale ungherese. Benché le regioni in cui abitano siano oggi in Transilvania e in Vojvodina (entrambe non più appartenenti all'Ungheria), la lingua parlata non differisce affatto dall'ungherese. Molti termini arcaici dell'ungherese sono sopravvissuti tra i siculi, soprattutto in Romania, dove non hanno subito l'influenza delle lingue slave. Foneticamente, i siculi hanno un accento tipico.
Esistono svariate teorie che suggeriscono una discendenza dagli avari, dai gepidi, dagli sciti e dagli unni; alcuni studiosi fanno risalire la loro presenza nei Carpazi orientali a partire dal V secolo. Altri hanno proposto che i siculi, come gli ungheresi, siano semplicemente discendenti dagli ungari e che le differenze culturali siano dovute al relativo isolamento nelle montagne.
Lo studioso ungherese Gyula László, a metà del XIX secolo, propose una teoria secondo la quale ci furono due migrazioni ungheresi in Transilvania e nella pianura Pannonica, la prima precedente alla conquista magiara della Pannonia dell'896. Secondo questa teoria, i siculi sarebbero un gruppo ungherese insediatosi in Transilvania durante questa prima migrazione. Tale teoria, però è stata superata dagli studi più recenti.
Un'altra possibile origine del popolo siculo è l'Ungheria stessa: potrebbero essere ungheresi emigrati in Transilvania per proteggere i confini orientali.
Altri ancora credono che i siculi siano di origine turca oppure cumana. Un piccolo gruppo di studiosi ha proposto che siano legati agli sciti che si sono uniti agli ungheresi nelle migrazioni verso ovest.
Lo studioso romeno Gh. Popa-Lisseanu (Originea secuilor și secuizarea românilor) sostiene che i siculi siano romeni magiarizzati, anche se tale teoria è molto criticata dagli altri storici.

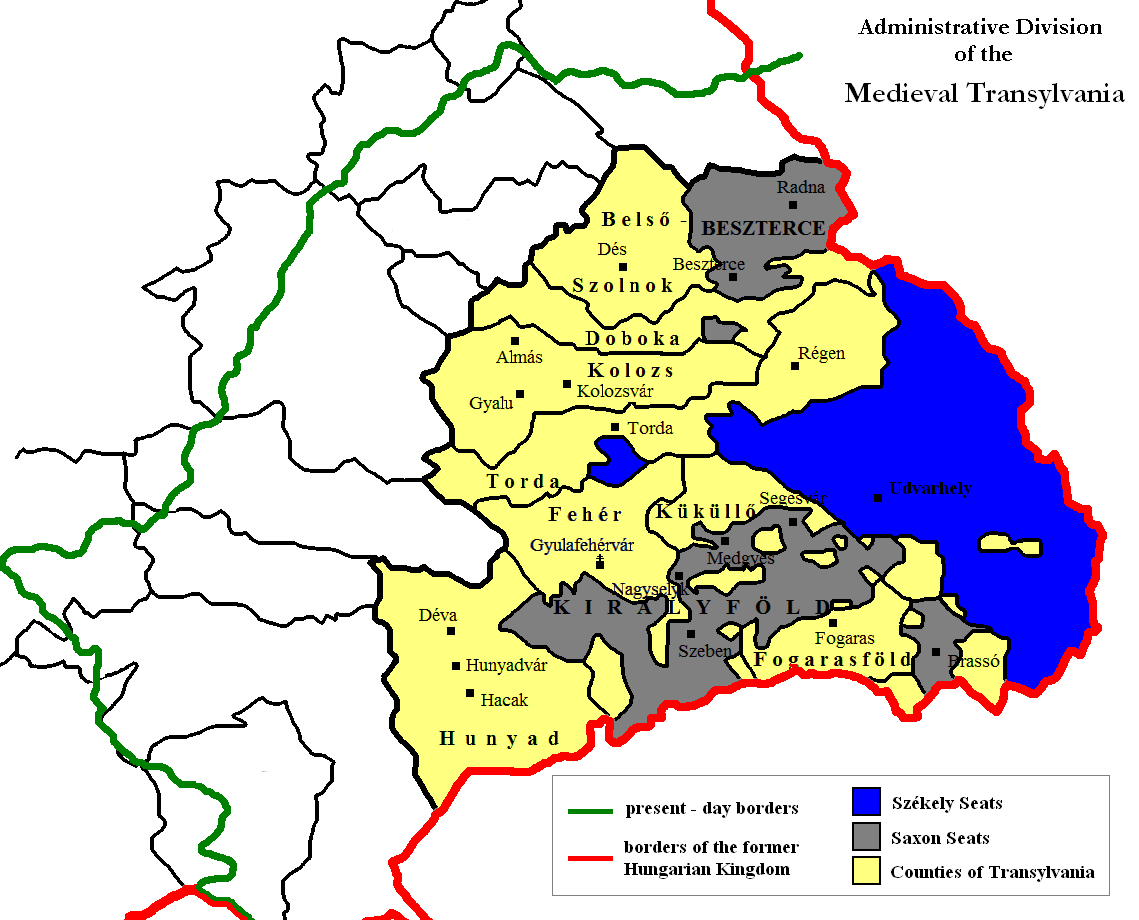
La Terra dei Siculi in Transilvania, allora parte del Regno d'Ungheria

Il nome ungherese Székelyek proviene dall'espressione "guardie di frontiera". Dal XIII secolo i territori dei siculi erano guidati dal Conte dei Siculi (latino: Comes Siculorum), inizialmente un membro reale della nobiltà ungherese non-sicula che era de facto un margravio; dal XV secolo in poi, i voivodi della Transilvania mantennero la carica essi stessi. I siculi erano considerati un gruppo etnico distinto (natio Siculica) all'interno del Regno d'Ungheria e facevano parte dell'Unio Trium Nationum ("Unione delle tre nazioni"), una coalizione di tre stati della Transilvania, mentre le altre due "nazioni" erano la nobiltà ungherese non-sicula e i borghesi sassoni. Questi tre gruppi governarono la Transilvania dal 1438 in poi, di solito in armonia, anche se i conflitti non erano molto rari.

### Età Moderna
L'esistenza di tre gruppi all'interno della società sicula divenne evidente nel XV secolo. I popolani (o pixidarii) detenevano piccoli appezzamenti di terra e combattevano come soldati di fanteria. I primipili più ricchi erano guerrieri a cavallo. I primor di alto rango, che spesso possedevano anche tenute al di fuori della Terra dei Siculi, iniziarono ad espandere la loro autorità sui cittadini comuni. I giudici reali, nominati dai conti dei siculi, hanno supervisionato i funzionari eletti dai seggi dal 1460. Non potendo prestare servizio nell'esercito, la gente comune perse l'esenzione fiscale negli anni Cinquanta del Cinquecento. Molti di loro furono ridotti alla servitù della gleba dopo che la loro ribellione fu soppressa nel 1562. Anche la posizione dei giudici reali fu rafforzata, limitando l'autonomia dei seggi. D'altra parte, le libertà delle città sicule sono state riconfermate. Sebbene la maggior parte degli siculi rimase cattolica romana, gruppi significativi aderirono al Calvinismo e all'Unitarianismo. I privilegi dei siculi furono ripristinati nel XVII secolo, ma molti cittadini comuni (che non volevano prestare servizio nell'esercito) entrarono volontariamente nella servitù.
Durante la lunga guerra contro gli Ottomani, i siculi formarono un'alleanza con il principe di Valacchia Michele il Coraggioso contro l'esercito di Andrea Báthory, recentemente nominato principe di Transilvania. L'esercito dell'imperatore asburgico Leopoldo I occupò la Transilvania alla fine del 1687. Ripristinò il governo civile nel 1690, rilasciando il Diploma Leopoldinum che confermava i privilegi delle Tre Nazioni. Tuttavia, cinque anni dopo, l'esercito imperiale occupò nuovamente il principato. Il nuovo governo aumentò le tasse e rafforzò la posizione della Chiesa cattolica romana, che suscitò malcontento. L'aumento delle tasse danneggiava particolarmente i villaggi dei siculi, ma il comandante dell'esercito imperiale, Jean-Louis Rabutin de Bussy, represse tutte le rivolte, imprigionando molti ribelli.

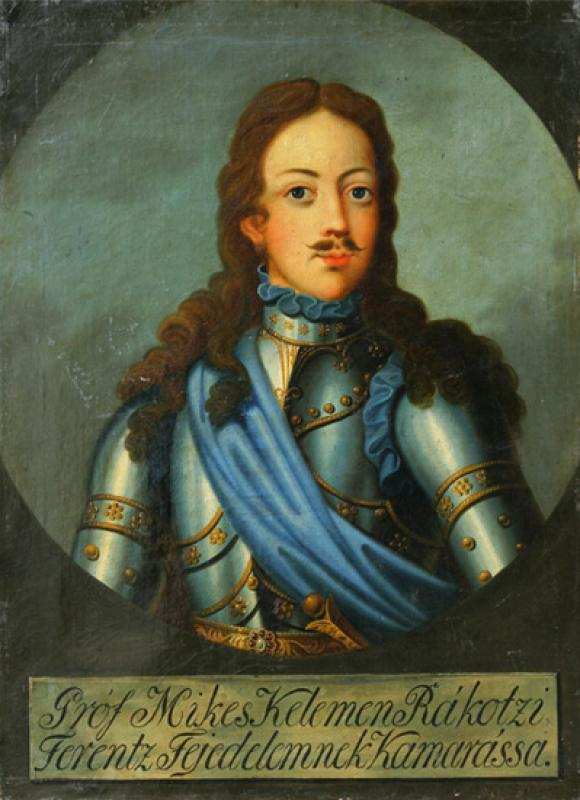
Il nobile siculo Kelemen Mikes, che seguì Francesco II Rákóczi nell'esilio

Francesco II Rákóczi (un discendente dei principi Rákóczi di Transilvania) divenne il capo dell'opposizione contro Leopoldo. [Dopo aver preso il controllo dell'Alta Ungheria (oggi Slovacchia) e di vasti territori ad est del Tibisco nell'autunno 1703, inviò lettere alle Tre Nazioni, esortandole a sostenere la sua guerra per l'indipendenza. I siculi di Háromszék e Csíkszék furono tra i primi ad unirsi a lui. I sostenitori di Rákóczi presero il controllo di Terra dei Siculi all'inizio del 1704.
La Dieta proclamò principe Rákóczi, ma non poté entrare in Transilvania dopo che l'esercito imperiale sconfisse i suoi sostenitori nella battaglia di Zsibó l'11 novembre 1705. La Terra dei Siculi fu posta sotto amministrazione militare e centinaia di siculi lasciarono il principato. [Le autorità hanno limitato la libera circolazione e hanno iniziato a raccogliere tutte le armi. I soldati siculi tornarono al comando di Lőrinc Pekry nell'estate del 1706. Rákóczi, che fu nuovamente eletto principe, confermò i privilegi dei siculi nel 1707.
Il successore di Leopoldo, Giuseppe I, promise un'amnistia generale a coloro che avrebbero capitolato. Dopo che Rákóczi lasciò l'Ungheria per la Polonia in cerca di assistenza, i rappresentanti dei ribelli firmarono il Trattato di Szatmár nel 1711, riconoscendo il dominio degli Asburgo. Kelemen Mikes fu uno dei pochi nobili siculi che seguirono Rákóczi in esilio. Le lettere di Mikes dalla Turchia dimostrano sia la sua educazione in Francia, sia la sua eredità transilvana.
Centinaia di villaggi furono integrati nella frontiera militare dopo il Siculicidium (Massacro dei Siculi) a Madéfalva nel 1764, mentre migliaia di siculi migrarono in Moldavia per evitare il servizio militare. Le guardie di frontiera sicule vivevano secondo rigide regole militari. Maria Teresa dichiarò la Transilvania un Gran Principato il 2 novembre 1765. La parziale integrazione della Terra dei Siculi nella frontiera militare ha diviso la società in una parte militare e una civile in modo molto profondo. Nella frontiera militare, la maggior parte dei popolani e dei primipili si unirono ai reggimenti asburgici. I comandanti militari hanno supervisionavano l'elezione dei magistrati, cosa che ridusse l'autonomia dei villaggi siculi.
Le idee dell'Illuminismo si diffusero in Transilvania a partire dal 1770. L'eclettico József Benkő, prete calvinista, scrisse un dizionario botanico trilingue e un manuale di speleologia. Ha anche promosso la coltivazione del tabacco e l'uso del sommacco nell'industria della pelle. Il figlio e successore di Maria Teresa, Giuseppe II, voleva trasformare la monarchia asburgica in uno stato unitario. Abolì i seggi e divise la Transilvania in undici contee nel 1784. Ha reso il tedesco la lingua ufficiale del governo centrale e delle città. I rappresentanti dei nobili e dei siculi scrissero un memorandum comune per convincerlo a ritirare le sue riforme nel 1787, ma revocò la maggior parte dei suoi decreti solo sul letto di morte nel 1790. Alla Dieta che il successore di Giuseppe, Leopoldo II, convocò nel dicembre 1790, il siculo György Aranka propose l'istituzione della Società filologica ungherese della Transilvania. D'altra parte, i delegati di Székely non sostenevano la proposta di unione della Transilvania con l'Ungheria, perché temevano che avrebbe messo a repentaglio le loro libertà tradizionali. 
La cultura della Transilvania fiorì all'inizio del XIX secolo. Farkas Bolyai migliorò l'insegnamento delle scienze naturali presso l'università di Marosvásárhely. Sándor Kőrösi Csoma, che lasciò la Terra dei Siculi per l'Asia centrale alla ricerca dell'antica patria degli ungheresi, compilò il primo dizionario tibetano-inglese. Sándor Farkas Bölöni pubblicò un libro sui suoi viaggi in Inghilterra e negli Stati Uniti, descrivendo quest'ultimo come il paese del "buon senso". Numerosi nobili e studiosi siculi che adottarono le idee del liberalismo chiesero l'unificazione tra l'Ungheria e la Transilvania. Tuttavia, i nobili conservatori a capo dei seggi si opposero. La descrizione più completa delle terre e delle tradizioni sicule fu scritta tra il 1859 ed il 1868 da Orbán Balázs nella sua opera, Descrizione della Terra dei Siculi.
In corrispondenza della Rivoluzione ungherese del 1848, un gruppo di giovani artisti e studiosi pubblicò il programma di riforma dei delegati radicali della Dieta ungherese senza autorizzazione ufficiale di Buda (la capitale dell'Ungheria) il 15 marzo. Sei giorni dopo anche i borghesi radicali e gli studenti di Kolozsvár accettarono un programma simile, in cui chiedevano anche un rimedio alle lamentele del popolo siculo. In poco tempo, le assemblee dei seggi dei siculi sostituirono i giudici reali conservatori con politici liberali. 

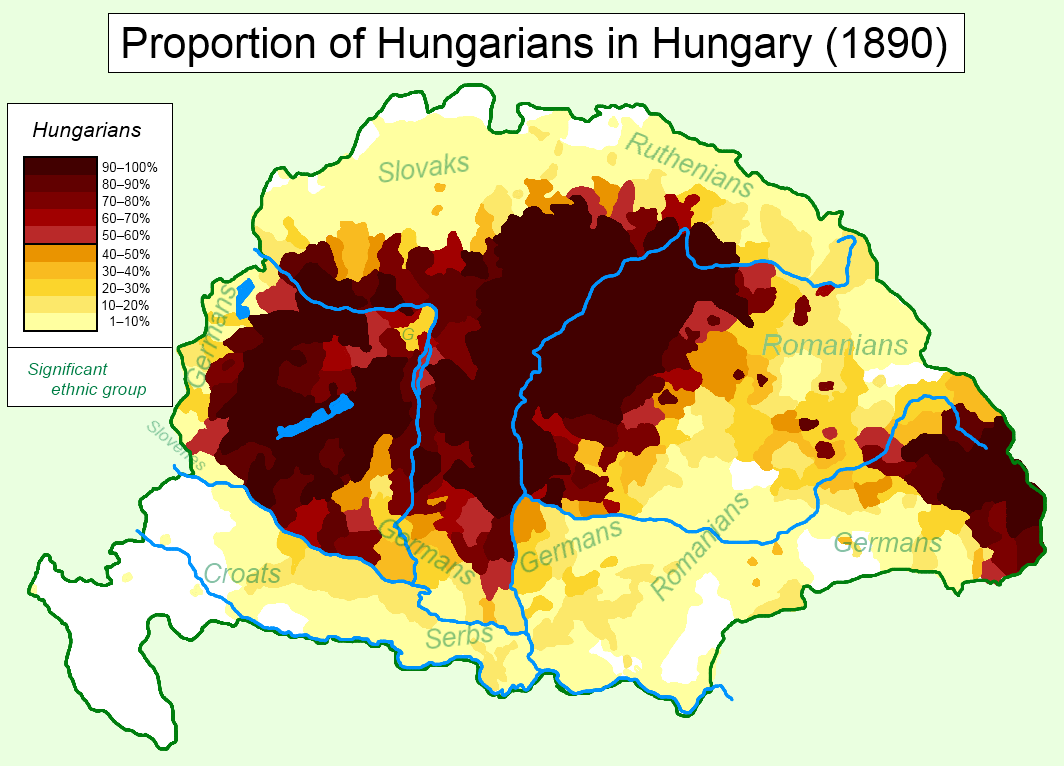
Territori abitati dagli ungheresi all'interno del Regno d'Ungheria secondo il censimento del 1890

La Dieta della Transilvania, che era dominata da delegati di etnia ungherese, votò per l'unione della Transilvania con l'Ungheria il 30 maggio. La dieta ha anche abolito la servitù il 6 giugno. La nuova legge garantiva un appezzamento di terreno anche per i piccoli contadini, ad eccezione di coloro che si erano stabiliti in una proprietà sicula, perché la divisione di questa avrebbe creato migliaia di piccoli proprietari che vivevano al di sotto del livello di sussistenza. La popolazione della Terra dei Siculi era raddoppiata tra il 1767 e il 1846, ma il territorio dei seminativi non poteva essere aumentato. Zsigmond Perényi (nominato dalla Dieta ungherese per studiare il problema) propose che i contadini siculi senza terra dovessero essere stabiliti anche nel Banato. Tuttavia, i romeni e i sassoni si opposero all'unione della regione con l'Ungheria, e ciò li portò a schierarsi con le truppe asburgiche nella guerra civile, e la rivoluzione ungherese venne soppressa.
Nel 1867, fu stipulato un compromesso (l'Ausgleich) tra Austria e Ungheria sulla creazione della doppia monarchia. Secondo il compromesso, la Transilvania venne unita al Regno d'Ungheria. Un decennio dopo, nel Regno fu introdotto un nuovo sistema di contee, che mise fine alla lunga tradizione dei seggi siculi. Dopo la sconfitta dell'Ungheria nella prima guerra mondiale, la Transilvania con la Terra dei Siculi venne ceduta alla Romania, della quale fece parte fino Secondo arbitrato di Vienna nel 1940, e tornò ad essere territorio romeno dopo la seconda guerra mondiale.

Bandiera sicula

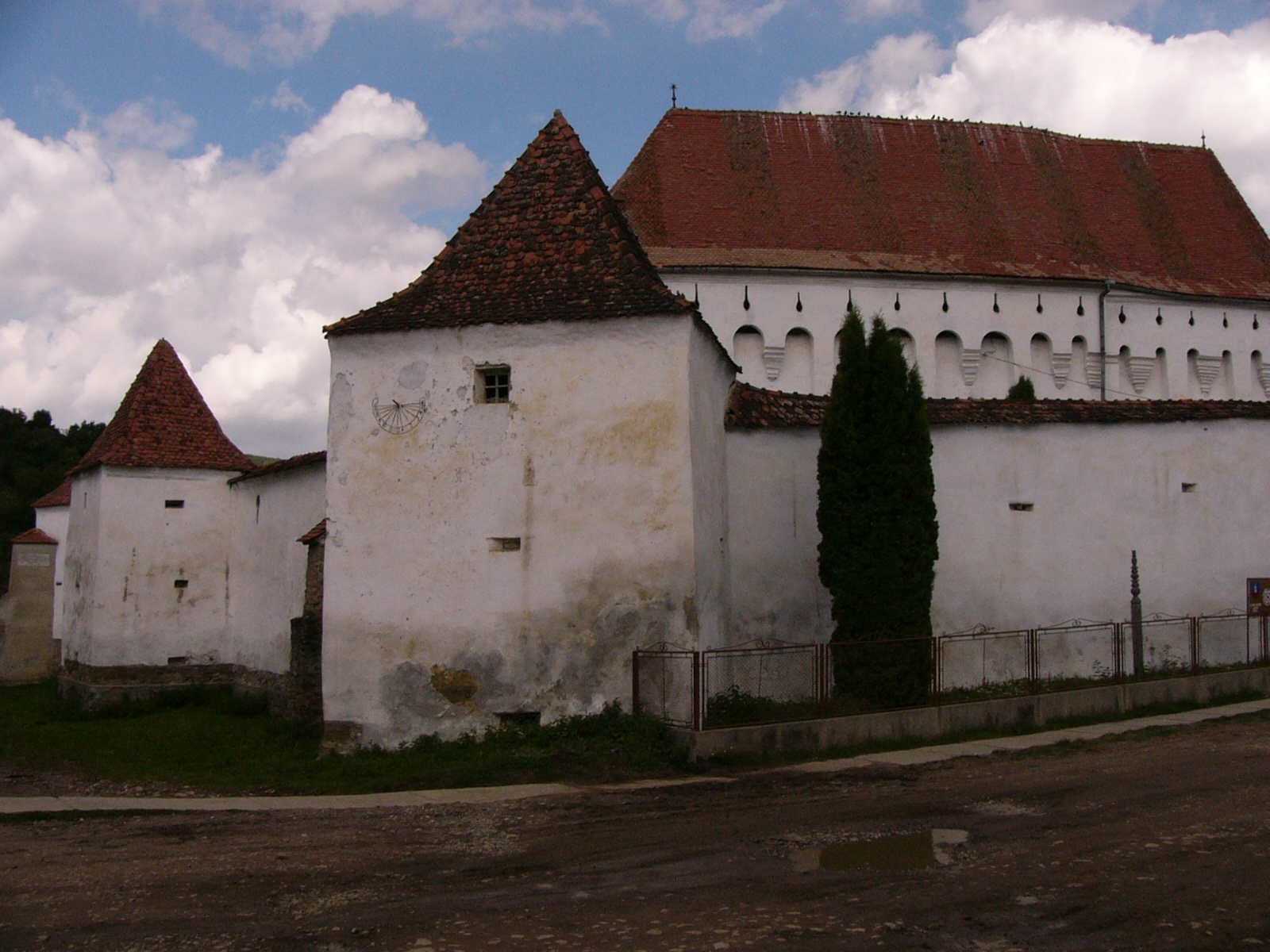
La chiesa fortificata di Dârjiu fa parte del Patrimonio dell'umanità dell'UNESCO

## Per distretti della Romania
Gli ungheresi vivono principalmente nei distretti di Harghita, Covasna e Mureș.
| Distretto | Numero  | %      |
| --------- | ------- | ------ |
| Harghita  | 275 841 | 84,61% |
| Covasna   | 164 055 | 73,81% |
| Mureș     | 227 673 | 39,26% |

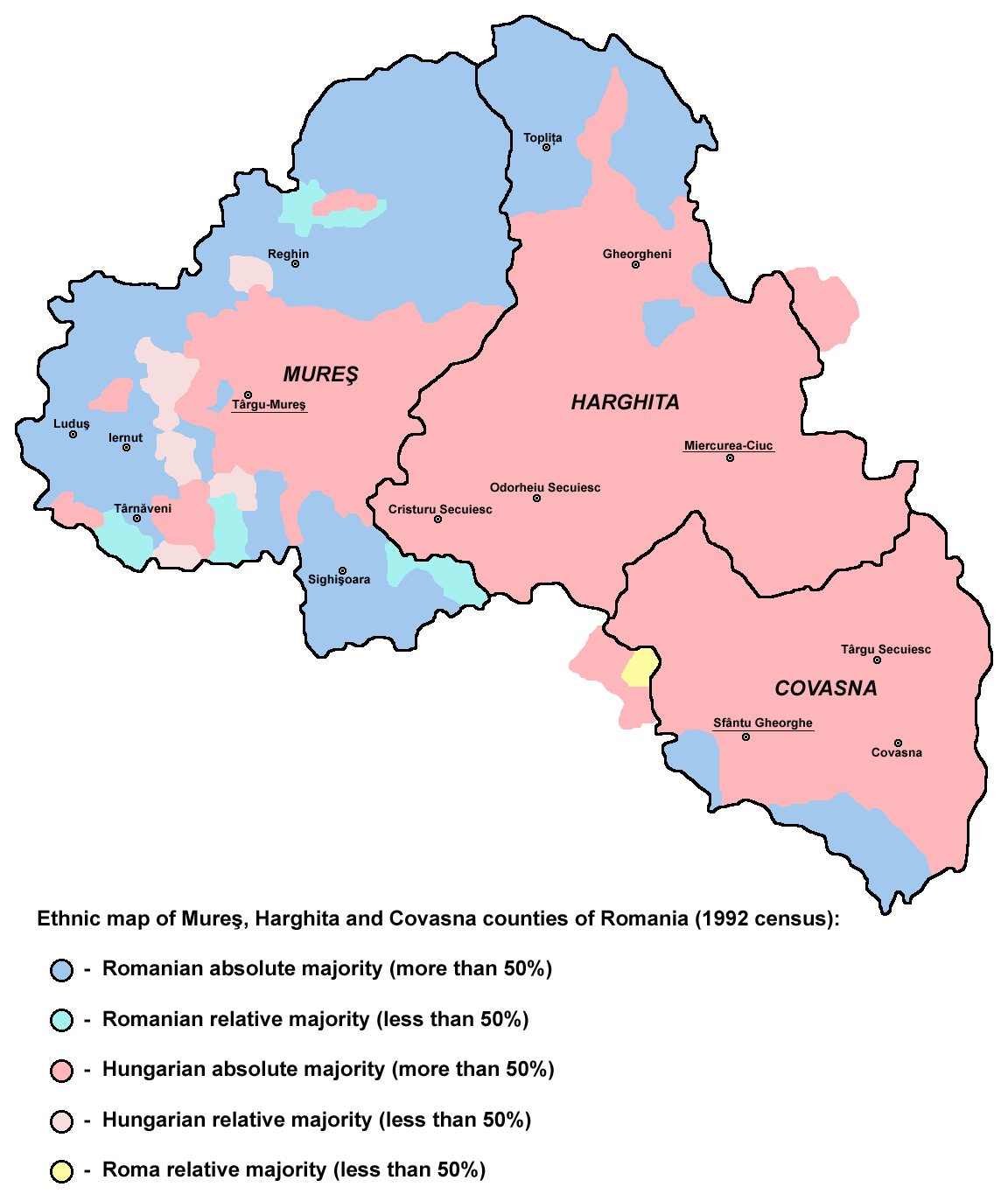
Mappa delle etnie in Harghita, Covasna e Mureș secondo il censimento del 1992
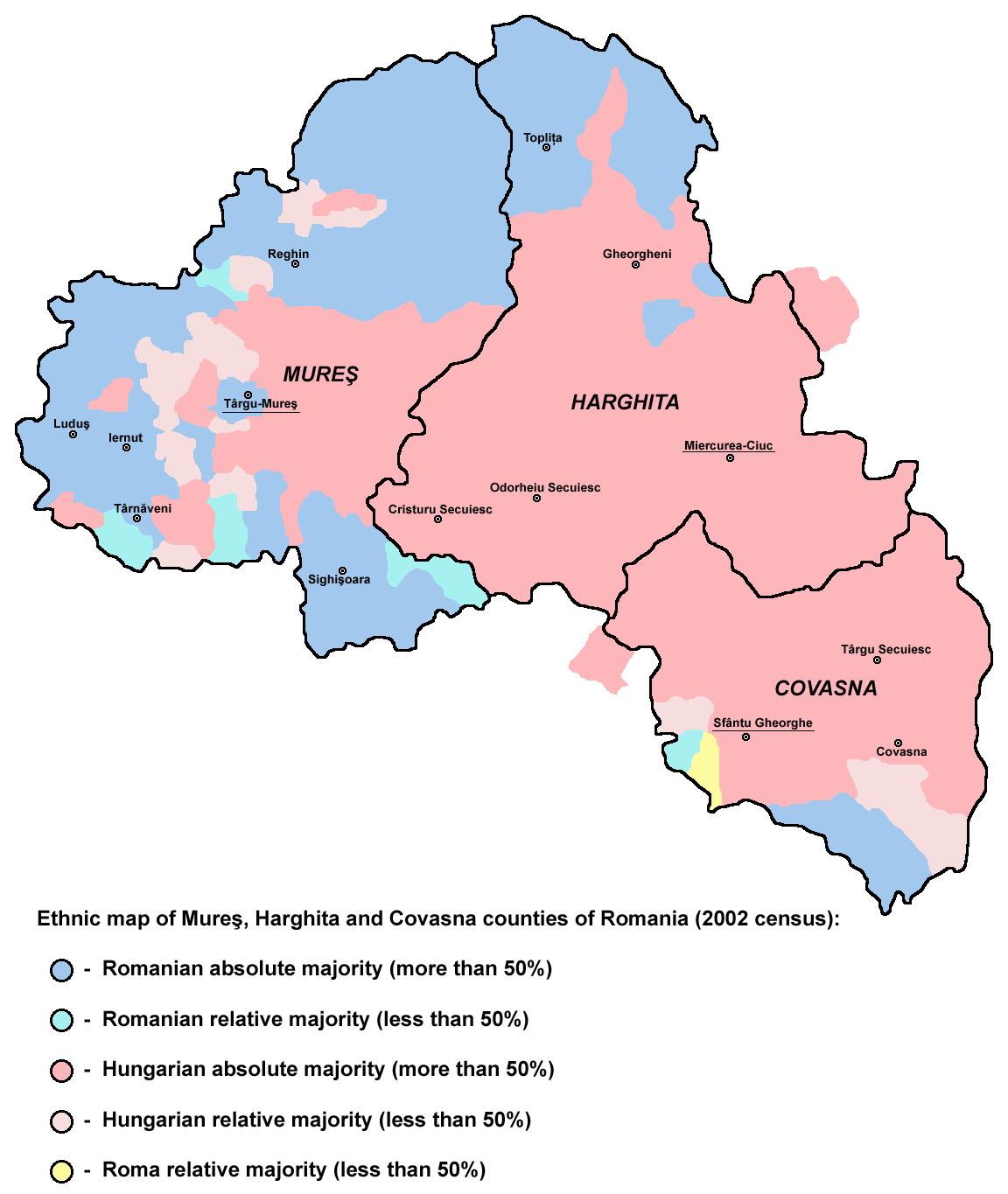
Mappa delle etnie in Harghita, Covasna e Mureș secondo il censimento del 2002
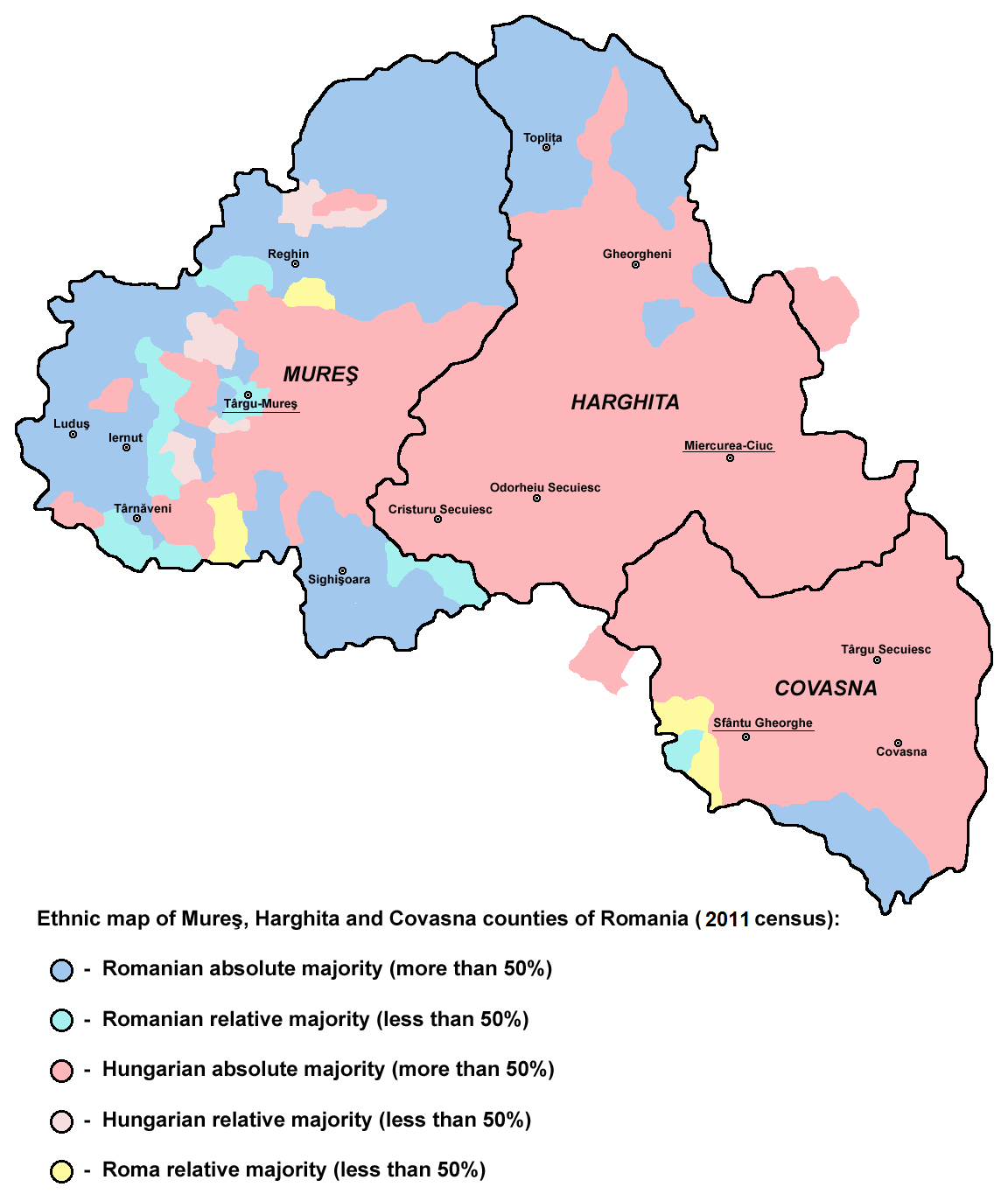
Mappa delle etnie in Harghita, Covasna e Mureș secondo il censimento del 2011

## Genetica
Un'analisi autosomica ha mostrato che la mescolanza di origine asiatica la si ritrova al 4,4% tra gli ungheresi, la più forte concentrazione tra le popolazioni campionate. Questa mescolanza è stata inoltre trovata al 3,6% nei bielorussi, al 2,5% nei rumeni, al 2,3% nei bulgari e nei lituani, all'1,9% nei polacchi e circa allo 0% nei greci. Gli autori dello studio hanno affermato che "questo dato potrebbe corrispondere alla piccola eredità genetica delle invasioni dei popoli delle steppe asiatiche (es. unni, peceneghi, magiari e proto-bulgari) durante il primo millennio d.C.". Tra 100 uomini ungheresi (90 dei quali provenienti dalla grande pianura ungherese), si ottengono i seguenti aplogruppi e frequenze:
| Aplogruppo | R1a | R1b | I2a1 | J2  | E1b1b1a | I1 | G2 | J1 | I* | E* | F* | K* |
| Frequenza  | 30% | 15% | 13%  | 13% | 9%      | 8% | 3% | 3% | 3% | 1% | 1% | 1% |

I risultati delle 97 persone di etnia sicula campionata:
| Aplogruppo | R1b | R1a | I1  | J2  | J1  | E1b1b1a | I2a1 | G2 | P* | E* | N  |
| Frequenza  | 20% | 19% | 17% | 11% | 10% | 8%      | 5%   | 5% | 3% | 1% | 1% |

## Autonomia
Una regione autonoma dei siculi esisteva tra il 1952 e il 1968. Creata per la prima volta come Provincia Autonoma Ungherese nel 1952, è stata ribattezzata Regione Autonoma Magiara del Mureș nel 1960. Dall'abolizione della Regione Autonoma da parte del regime di Ceaușescu nel 1968, alcuni degli siculi hanno insistito per il ripristino della loro autonomia. Diverse proposte sono state discusse all'interno della comunità ungherese e dalla maggioranza rumena. Una delle iniziative dell'autonomia sicula si basa sul modello della comunità autonoma spagnola della Catalogna. Una grande manifestazione pacifica si è tenuta nel 2006 a favore dell'autonomia.
Nel 2013 e 2014, migliaia di etnici ungheresi hanno marciato per l'autonomia il 10 marzo a Târgu Mureș (in ungherese Marosvásárhely), considerata la capitale della Terra dei Siculi, in Romania.